# جاش امانوئل
جاش امانوئل (انگلیسی: Josh Emmanuel؛ زادهٔ ۱۸ اوت ۱۹۹۷) بازیکن فوتبال اهل بریتانیا است.
از باشگاه‌هایی که در آن بازی کرده‌است می‌توان به باشگاه فوتبال ایپسویچ تاون و باشگاه فوتبال کراولی تاون اشاره کرد.